# Mary Everest Boole
Mary Everest Boole (Wickwar, Gloucestershire, 11 maart 1832 -  Middlesex, Engeland, 17 mei 1916) was een autodidactische wiskundige die vooral bekend is als auteur van onderwijzende werken over wiskunde, onder andere haar Philosophy and Fun of Algebra (Filosofie en plezier van Algebra), en als de echtgenote van collega-wiskundige George Boole. Haar vooruitstrevende ideeën over onderwijs, zoals uiteengezet in The Preparation of the Child for Science (De Voorbereiding van het Kind op Wetenschap), moedigen kinderen aan om wiskunde te verkennen door middel van speelse activiteiten zoals het naaien van bogen. Haar leven is van belang voor feministen als een voorbeeld hoe vrouwen carrière maakten in een toen mannelijk academisch systeem.

## Biografie
Everest werd geboren in Engeland als dochter van dominee Thomas Roupell Everest, rector van Wickwar, en Mary Ryall. Haar oom was George Everest, de landmeter en geograaf naar wie de Mount Everest werd genoemd. Zij bracht het eerste deel van haar leven door in Frankrijk waar zij van een privéleraar wiskundeles kreeg. Toen ze op elfjarige leeftijd naar Engeland terugkeerde, zette zij haar interesse voor wiskunde verder door zelfstudie. De autodidactische wiskundige George Boole gaf haar bijles en zij bezocht hem in Ierland waar hij hoogleraar wiskunde was aan het Queen's College Cork. Na de dood van haar vader, in 1855, huwden Everest en Boole en verhuisden naar Cork. Mary leverde een belangrijke bijdrage aan Boole's The Laws of Thought (De Wetten van het Denken), een werk over het logisch systeem in algebra. Het echtpaar kreeg vijf dochters.
In 1864, op 30-jarige leeftijd, werd ze weduwe en keerde terug naar Engeland waar ze een baan kreeg aangeboden als bibliothecaresse aan het Queen's College in Londen. Ze gaf ook privélessen wiskunde en ontwikkelde een onderwijsfilosofie waarbij gebruik werd gemaakt van natuurlijke materialen en fysieke activiteiten om een fantasierijke opvatting van het onderwerp te stimuleren. Haar belangstelling ging verder dan enkel wiskunde, ook Darwinistische theorie, filosofie en psychologie, en zij organiseerde discussiegroepen over deze onderwerpen. Op Queen's College organiseerde zij, tegen de goedkeuring van de autoriteiten in, discussiegroepen van studenten met de onconventionele James Hinton, een verkondiger van polygamie. Everest Boole kreeg een mentale inzinking. In haar latere leven behoorde zij tot de kring van de Tolstojaanse pacifistische uitgever C.W. Daniel. Zij koos de naam The Crank voor zijn tijdschrift omdat, zo zei zij: a crank was a little thing that made revolutions (een morosoof was een klein iets dat revoluties veroorzaakte).
Mary was actief geïnteresseerd in politiek en introduceerde haar dochter Ethel in de Russische anti-tsaristische zaak onder leiding van Sergei Stepniak. Na de Boerenoorlog van 1899-1902 werd ze in haar geschriften steeds mondiger in verband met het imperialisme, de georganiseerde godsdienst, de financiële wereld en het Parlement. Ze was tegen het kiesrecht en wordt waarschijnlijk daarom niet algemeen als feministe beschouwd. 
Mary Everest Boole stierf in 1916 op 84-jarige leeftijd. 

## Bijdragen in het onderwijs

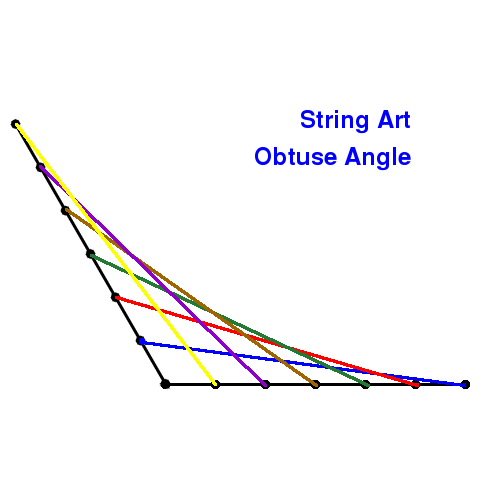
Genaaide boog

Mary raakte voor het eerst geïnteresseerd in wiskunde en onderwijs door haar leraar in Frankrijk, een zekere Deplace. Hij hielp haar de wiskunde te begrijpen door vragen te stellen en dagboeken te schrijven. Na haar huwelijk met George Boole begon ze bij te dragen aan de wetenschappelijke wereld door haar man te adviseren bij zijn werk en zijn lezingen bij te wonen, wat in die tijd voor een vrouw ongehoord was. In deze periode deelde zij ook ideeën met Victoria Welby, een andere vrouwelijke geleerde en dierbare vriendin. Zij bespraken alles, van logica en wiskunde, pedagogie, theologie, en wetenschap.
Het onderwijs begon voor het eerst tijdens haar werk als bibliothecaresse. Mary gaf les aan studenten met nieuwe methodes, met behulp van natuurlijke voorwerpen zoals stokken of stenen. Zij redeneerde dat door het gebruik van fysieke manipulaties het onbewuste begrijpen van de in de klas geleerde theorie zou versterken. Een van haar meest opmerkelijke bijdragen op het gebied van die fysieke manipulaties is het naaien van bogen met behulp van naaikaarten, hetgeen ze als kind ontdekte als een vorm van amusement. Dit droeg bij om de connecties van wiskundige concepten met externe bronnen uit te breiden.
Haar boek Philosophy and Fun of Algebra legde algebra en logica op een boeiende manier uit aan kinderen, beginnend met een fabel en met stukjes geschiedenis er doorheen. Ze verwees niet alleen naar geschiedenis, maar ook naar filosofie en literatuur, en gebruikte een mystieke toon om de aandacht van kinderen vast te houden. Mary moedigde het gebruik van wiskundige verbeelding aan met kritisch denken en creativiteit. Dit, samen met het schrijven van dagboeken en het maken van eigen formules, was essentieel in het versterken van begrijpen. Coöperatief leren was ook belangrijk omdat leerlingen zo ontdekkingen met elkaar konden delen en nieuwe ideeën en methoden konden ontwikkelen.
Ze werkte aan de promotie van de werken van haar man, met veel aandacht voor de wiskundige psychologie. George Boole richtte zich vooral op psychologisme, en Mary gaf een meer ideologische kijk op zijn werk. Zij ondersteunde het idee dat rekenkunde niet zuiver abstract, was zoals velen geloofden, maar meer antropomorf. Zij geloofde dat de Indiase logica een rol speelde in de ontwikkeling van de moderne logica door haar man George Boole en anderen.

## Spiritualisme
Boole was geïnteresseerd in parapsychologie en het occulte, en was een overtuigd spiritualist. Zij was het eerste vrouwelijke lid van de Society for Psychical Research, waar zij in 1882 lid van werd. Omdat zij op dat moment het enige vrouwelijke lid was nam zij echter na zes maanden ontslag.
Ze was de schrijfster van het boek The Message of Psychic Science for Mothers and Nurses. Toen ze het manuscript toonde aan de theoloog Frederick Denison Maurice maakte deze bezwaar  tegen de controversiële ideeën en dit resulteerde in het verlies van haar baan als bibliothecaris aan het Queens College. Het boek werd pas in 1883 gepubliceerd. Het werd in 1908 heruitgegeven als The Message of Psychic Science to the World.
Boole was eveneens een beoefenaar van de homeopathische geneeskunde.

## Familie
Haar vijf dochters verdienden hun sporen op verschillend gebied. Alicia Boole Stott (1860-1940) werd een expert in vier-dimensionale meetkunde. Ethel Lilian (1864-1960) trouwde met de Poolse revolutionair Wilfrid Michael Voynich en was de schrijfster van een aantal werken waaronder The Gadfly. Mary Ellen trouwde met de wiskundige Charles Hinton en Margaret (1858-1935) was de moeder van de natuurkundige Geoffrey Ingram Taylor. Lucy Everest Boole (1862-1905) was een getalenteerd scheikundige en werd de eerste vrouwelijke Fellow of the Institute of Chemistry.